# 坎雪
坎雪（法語：Quincieux，發音：[kɛ̃sjø]）是法国里昂大都会的一个市镇，属于里昂区，面积17.72平方千米，2022年1月1日人口为3,620人。

## 地理
坎雪（45°54'49"N, 4°46'37"E）面积17.72平方千米，位于法国奥弗涅-罗讷-阿尔卑斯大区里昂大都会，后者为法国的一个特殊地位集体，自2015年脱离罗讷省成立，位于法国中东部，中心城市为里昂。
与坎雪接壤的市镇（或旧市镇、城区）包括：马雪、帕尔雪、雷里约、特雷武、沙斯莱、莱谢尔、吕斯奈、圣日耳曼欧蒙多尔。
坎雪的时区为UTC+01:00、UTC+02:00（夏令时）。

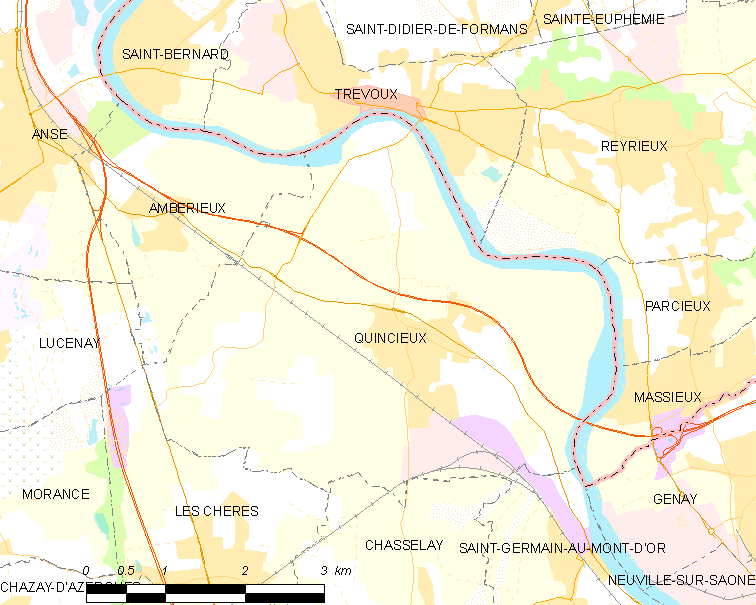
坎雪的OSM定位图

## 行政
坎雪的邮政编码为69650，INSEE市镇编码为69163。

## 政治
坎雪的现任市长为帕斯卡尔·达维德（Pascal David）先生，任期为2020-2026年。

## 人口

1962-2008年间坎雪人口变化图示

坎雪于2022年1月1日时的人口数量为3620人。